# Guitars – the Museum

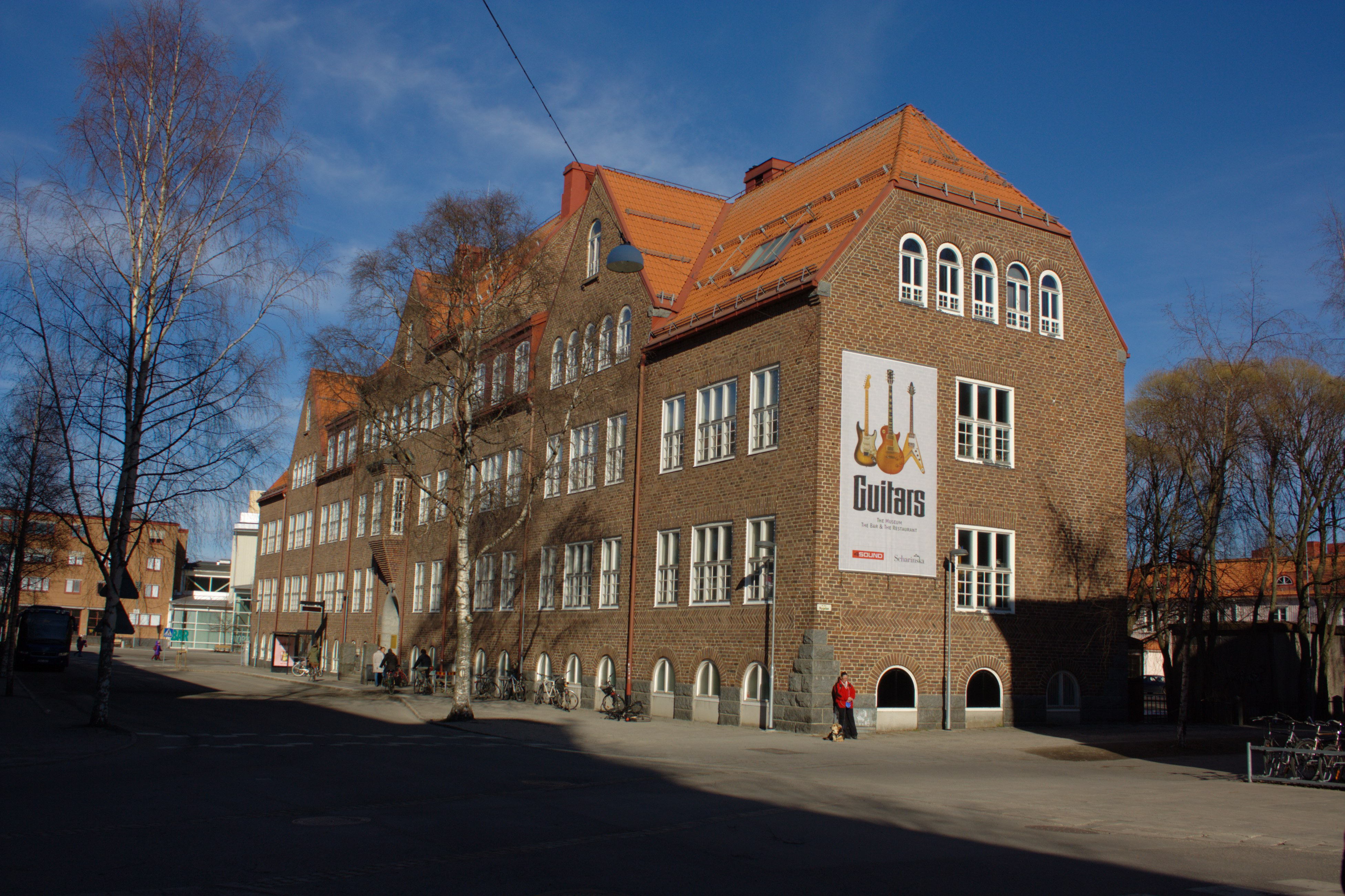
Das Museum (2014)

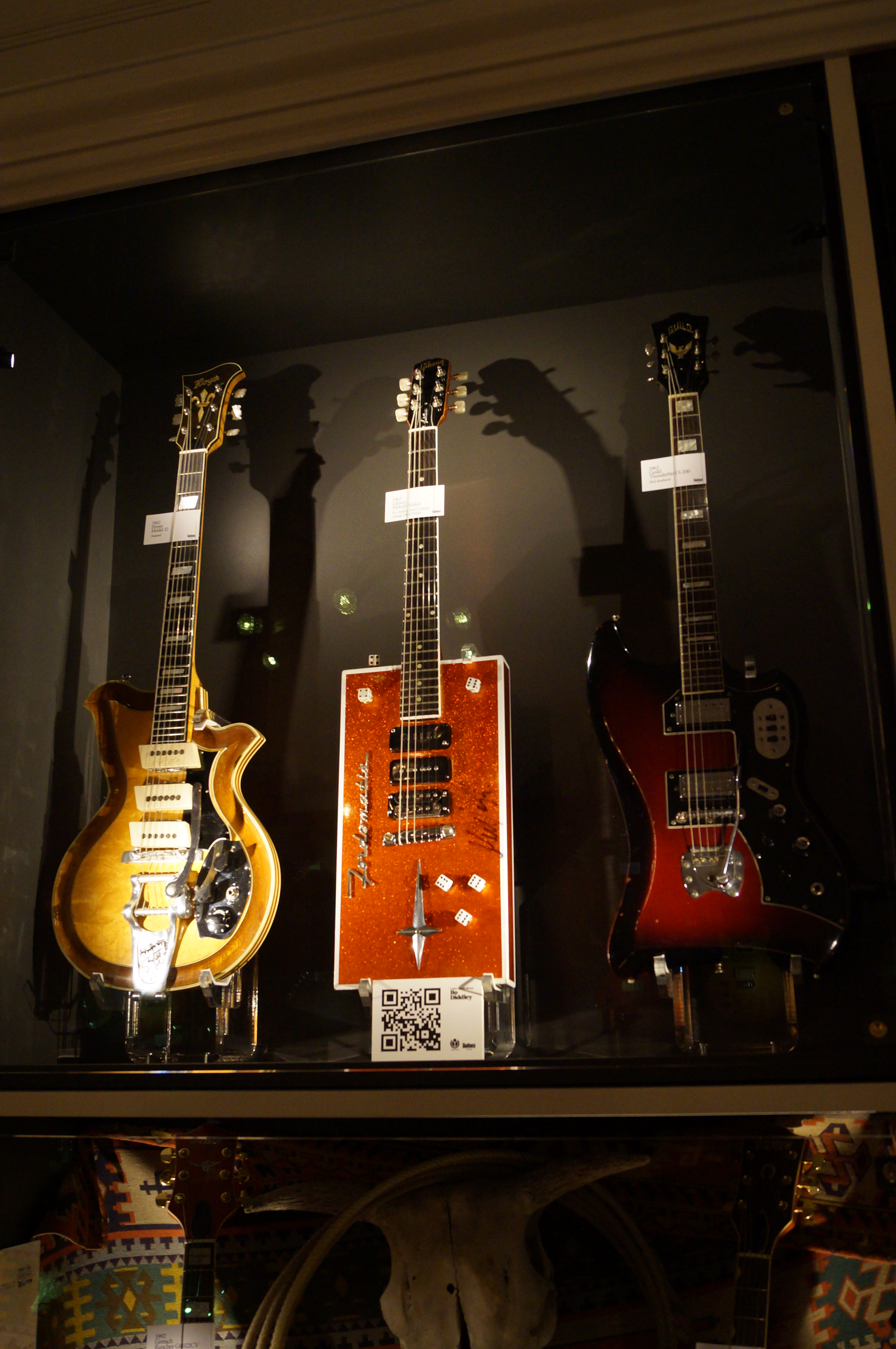
Teil der Sammlung

Guitars – the Museum ist ein Gitarrenmuseum in Umeå, Schweden. Es wurde zum Auftakt des Kulturhauptstadtjahres im Januar 2014 eröffnet. Seine Sammlung beträgt mehr als 500 Gitarren, vor allem elektrische Gitarren aus den 1950er und 1960er Jahren. Es ist vermutlich das weltgrößte Museum seiner Art.
Sämtliche Gitarren wurden im Laufe von vier Jahrzehnten von den Zwillingsbrüdern Samuel und Michael Åhdén gesammelt. Sie waren vor 2014 nie ausgestellt worden. Zu den spektakulärsten Exponaten gehören eine 1958 Gibson Flying V, eine 1960 Les Paul und eine 1950 Fender Broadcaster.